# Францішек Ян Пуласький
Францішек Ян Пуласький (пол. Franciszek Jan Pułaski, 8 березня 1875, с. Завадинці, Подільська губернія, Російська імперія — 10 травня 1956, Париж, Франція) — польський історик, історик літератури, політик і дипломат.

## Біографія
Народився 8 березня 1875 року в селі Завадинці на Поділлі. Син історика та археолога, власника маєтку в селі Завадинцях (нині Городоцький район (Хмельницька область)) Казімежа Фердинанда Пуласького.
Від 1908 року генеральний секретар Наукового Товариства, згодом з 1910 року працював в правлінні Бібліотеки у Варшаві, де заснував «Історичний Огляд».
Під час світової війни діяв в Росії.
З 1917 — працював над вирішенням національних питань. З 1918 — маршал Ради держави Королівства Польща у Варшаві. З 1919 — голова Бюро з роботи Конгресу.
З 1921 — повірений у справах Польщі в Харкові (Української СРР). Згодом повноважний міністр у Вашингтоні (США). Також був послом до Академії Мистецтв у Парижі, де організував Польську бібліотеку.
Помер у Парижі, похований на цвинтарі Ле-Шампо в Монморансі.

## Праці
- Каталог рукописів Бібліотеки Красінські, видав: «Джерела до представництва Яна Гнінського до Туреччини» (1907, 3 томи), «Найдавніший брестський друк», «Суперечки про бібліотеку і запис Швідзінського» (1909).